# Cent sis
El nombre 106 (CVI) és el nombre natural que segueix el nombre 105 i precedeix el nombre 107.
La seva representació binària és 1101010, la representació octal 152 i l'hexadecimal 6A.
La seva factorització en nombres primers és 2×53; altres factoritzacions són 1×106 = 2×53; és un nombre 2-gairebé primer: 2 X 53 = 106.

## En altres dominis
- És el nombre atòmic del seaborgi.
- És un nombre d'Erdős-Woods.[2]